# Таборів
Та́борів — село в Україні, у Сквирській міській громаді Білоцерківського району Київської області. Населення становить 280 осіб.
На півночі межує із селом Чубинці, а за Чубинцями — Буки (Білоцерківський район), на півдні — із селами Безпечна і Дулицьке. Фактично ці села утворюють єдиний цілий житловий масив протяжністю із південного сходу на північний захід.

## Географія
Через село тече річка Новосілка, ліва притока Роставиці.

## Історія

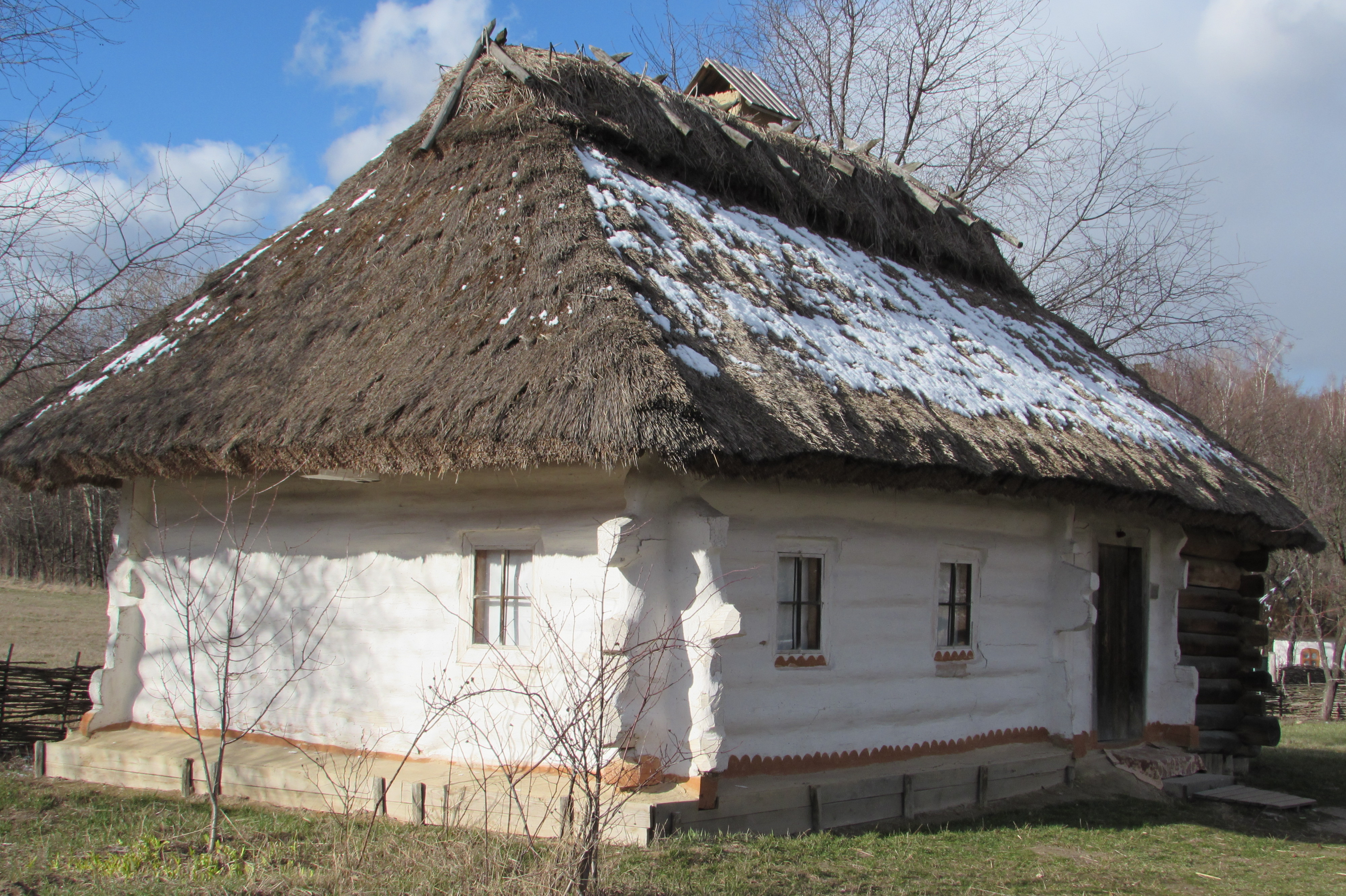
Хата з села Таборів, Пирогів (Київ)

Не згадане в люстрації Білоцерківського староства за 1570 рік. Згадане в люстрації Білоцерківського староства за 1616 рік. Поселення стало містечком за часів білоцерківського старости князя Івана-Януша Острозького. Ще одна згадка міститься у люстрації 1622 року: «осажена слобода… має вольності 6 років».
Тома Склінський (†1627) по смерті І.-Я. Острозького отримав 26 листопада 1620 новоосаджене містечко Таборівка у Білоцерківському старостві. По його смерті ним володів Стефан Хмелецький
Було центром Таборівського староства. Таборівський староста Марек Ґдешинський після повернення 1651 року з полону в Криму продав київському хорунжому Станіславу Вижицькому маєток Таборів. С. Вижицький 1661 року відступив маєток одному з козаків для заспокоєння ситуації в Україні, за що отримав подяку Сейму, яку записали в книзі пол. ustaw та річну пенсію 3000 злотих, забезпечених на «руському цлі».
16 червня 1792 року містечко отримало від короля Станіслава-Августа Понятовського привілей на магдебурзьке право, а також герб: «На червоному тлі золота брама з двома вежами, посередині якої Святий Павло з оголеним мечем, опущеним додолу».
Після другого поділу Речі Посполитої (1793 рік) Таборів (у складі Російської імперії) утратив міські права. Станом на кінець ХІХ століття мав статус села Сквирського повіту Київської губернії.

## Населення

### Мова
Розподіл населення за рідною мовою за даними перепису 2001 року:
| Мова       | Кількість | Відсоток |
| ---------- | --------- | -------- |
| українська | 274       | 97.86%   |
| російська  | 5         | 1.78%    |
| білоруська | 1         | 0.36%    |
| Усього     | 280       | 100%     |

## Відомі люди
- Балишов Андрій Геннадійович (1991—2015) — старший солдат Збройних сил України, учасник російсько-української війни.

### Таборівські старости
- Стефан Хмелецький
- Лукаш Хмелецький
- Марек Ґдешинський
- Пйотр Яніцький, чоловік Терези Лагодовської, доньки Андрія[4]
- Якуб Яніцький (†1699), з 1689 року
- Францішек Лєнєвіч, від короля Августа ІІ 1702
- Іґнаци Баль, отримав 1716 року від попереднього старости за згодою короля
- Іґнаци Рупнєвський
- Самуель Лубковський, фундатор костелу та монастиря оо. капуцинів у м. Острогу